# 玄奘寺 (南京市)
玄奘寺（げんじょうじ）は、中華人民共和国江蘇省南京市玄武区北京東路九華山公園にある仏教寺院。
1942年の初冬、日本人が雨花台の大報恩寺で石箱を掘り起こし、その中には唐の僧玄奘の頭頂骨の遺物が納められていた。1943年初め、汪精衛政府は小九華山にレンガ造りの塔を建て、玄奘の頭頂骨の遺物を安置し、三蔵塔と名づけた。2003年、南京市玄武区政府は小九華山に再建し、「玄奘寺」と命名した。
2022年7月、日本軍の田中軍吉・松井石根・谷寿夫・野田毅の位牌が安置されていたことが発覚し、注目を浴びた。7月22日午後、南京市人民政府は「玄奘寺が南京大虐殺の戦犯の額を祀った事件は悪い影響を与えた」と通告し、廟の主管者を交代し、多くの幹部を処分することを決定した。